# سیارک ۵۳۶۹
سیارک ۵۳۶۹ (به انگلیسی: 5369 Virgiugum، نامگذاری:1985SE1) پنج هزار و سیصد و شصت و نهمین سیارک کشف شده‌است که در ۲۲ سپتامبر ۱۹۸۵ کشف شد.
قدر مطلق سیارک برابر ۱۳٫۷۰ است.